# Harpactea kalaensis
Harpactea kalaensis là một loài nhện trong họ Dysderidae.
Loài này thuộc chi Harpactea. Harpactea kalaensis được miêu tả năm 1997 bởi Beladjal & Robert Bosmans.